# Bis(trimethylsilyl)peroxide
Bis(trimethylsilyl)peroxide (BTSP) is een derivaat van waterstofperoxide, {\displaystyle {\ce {H2O2}}}, waarbij beide waterstof-atomen vervangen zin door trimethylsilylgroepen (TMS-groepen). De verbinding is daarmee een 100% watervrije, door TMS-groepen beschermd, derivaat van {\displaystyle {\ce {H2O2}}}. BTSP wordt toegepast als oxidatie-middel voor alcoholen, ketonen, fosfines, fosfieten en sulfides. Daarnaast is BTSP ingezet voor elektrofiele hydroxyleringen.

## Synthese
De symthese van BTSP is voor het eerst beschreven in 1956 waarbij een 85% of watervrije oplossing van waterstofperoxide in ether met pyridine en Trimethylchloorsilaan (TMS-Cl) reageerde.
Vanwege het explosiegevaar van hoog geconcentreerd en niet gestabiliseerd waterstofperoxide worden tegenwoordig andere symtheseroutes gebruikt. Hierbij wordt uitgegaan van, zo mogelijk, watervrije adducten van {\displaystyle {\ce {H2O2}}}, bijvooreeld natriumpercarbonaat, en silyleringsmiddelen als TMS-Cl, hexamethyldisilazaan (HMDS). Ook onderstaande synthese, wel is waar met het nadeel van een relatief dure hulpstof (DABCO) levert BTSP op:
Voor grotere hoeveelheden BTSP kan gebruik gemaakt worden van de door Jackson beschreven synthese waarbij bis(trimethylsilyl)ureum (BSU) gebruikt wordt dat met fijngemalen carbamideperoxide (het adduct van ureum en waterstofperoxide) na twee keer destilleren 86% BTSP oplevert.
Ook deze synthese kampt met de kosten van een relatief dure uitgangsstof in vergelijking tot TMS-Cl: hexamethyldisilazaan.
Een laatste synthese maakt gebruik van het adduct van hexamethyleentetramine {\displaystyle {\ce {(\ C6H12N4\ )}}} met 30% waterstofperoxide (kwantitatief verkregen uit de reactie van die twee stoffen) met TMS-Cl, waarbij BTSP in een 80% opbrengst verkregen wordt.
1. {\displaystyle {\ce {C6H12N4\ +\ H2O2\ ->\ C6H12N4.H2O2}}}
2. {\displaystyle {\ce {C6H12N4.H2O2 \ + \ 2 (CH3)3Si-Cl \ -> \ ((CH3)3SiO)2}}}

## Eigenschappen
BTSP is een kleurloze olieachtige vloeistof met een sterke geur. De stof is goed mengbaar met alle gangbare organische oplosmiddelen en aanzienlijk stabieler dan geconcentreerd waterstofperoxide: hij kan in zuivere vorm bewaard en gedestilleerd worden. Omdat bij de syntheses via de methodes met pyridine of DABCO explosie-achtige ontleding optrad (bij contact met metalen), is gepaste voorzichtigheid echter op zijn plaats.

## Toepassingen
BTSP is een veelzijdige en nuttige oxidator waarmee thioethers naar sulfonen, fosfines naar fosfinoxides en fosfieten naar fosfaten geoxideerd kunnen worden.
De oxidatieve splitsing van sulfongroepen {\displaystyle {\ce {(\ R^{1}-SO2-R^{2}\ )}}} (desulfonering) verloopt met BTSP schoon en met goede opbrengsten.
Met zwaveldioxide geeft BTSP kwantitatief bis(trimethylsilyl)sulfaat en met zwaveltrioxide bij 20 °C in de molverhouding 1:1 het instabiele bis(trimethylsilyl)peroxomonosulfaat, de trimethylsilylester van peroxomonozwavelzuur (POMZZ). In de molverhouding 1:2 ontstaat het eveneens instabiele bis(trimethylsilyl)peroxodisulfaat (BTMS-PODS). 
De in tegenstelling tot POMZZ in organische oplosmiddelen wel oplosbare ester geeft bij de Baeyer-Villiger-oxidatie van ketonen betere resultaten dan POMZZ zelf.
In aanwezigheid van een katalytische hoeveelheid trimethylsilyltrifluoromethaansulfonaat {\displaystyle {\ce {( \ (CH3)3Si-O-SO2CF3 \ )}}} verlopen ook lastigere oxidaties in acceptabele opbrengsten, zoals die van cyclohexanon naar ε-Caprolacton (opbrenst 76%).
Een verdere verbetering wordt gevonden als ionische vloeistoffen als oplosmiddel en katalysator gebruikt worden. 1-Butyl-3-methyl-imidazolium-trifluormethylsulfonat BMIM-OTf is daar een voorbeeld van. Met een katalytische hoeveelheid natriumtriflaat wordt ε-Caprolacton met een opbrengst van 96% uit cyclohexanon verkregen.
De elektrofiele hydroxylering van aromaten met BTSP is door George Andrew Olah beschreven. In aanwezigheid van trifluormethaansulfonzuur wordt mesityleen voor 94% in het overeenkomstige fenol omgezet. Tolueen wordt in een opbrengst van 88% omgezet in cresolen (methylfenolen) met de samenstelling o:m:p = 63:10:27.
Onder invloed van renium-katalysatoren kunnen alkenen in dichloormethaan met BTSP omgezet worden in hun epoxide. De reactie verloopt duidelijk beter dan met het eerder gebruikte methyltrioxorenium {\displaystyle {\ce {( \ (CH3)ReO3 \ )}}} in combinatie met waterig waterstofperoxide. Een belangrijk voordeel is ook dat veel goedkopere renium-verbindingen gebruikt kunnen worden zoals renium(VII)oxide. Zelfs in aanwezigheid van sporen water of methanol zijn opbrengsten van meer dan 90% te realiseren.